# 服部佳
服部 佳（はっとり けい、1932年7月7日 - 2020年3月12日）は、東京都出身の脚本家・劇作家。「服部佳子」または「服部ケイ」での制作・執筆した作品もある。

## 来歴・人物
早稲田大学大学院演劇研修科卒業後、ロンドン大学サマースクールで演劇・文学コースを学ぶ。
1955年日活撮影所製作部に入社後、脚本部に在籍。1964年に大映映画｢忍びの者・伊賀屋敷｣に直居欽哉と共同執筆し脚本家として本格デビューした後、日活を退社後も脚本契約を結んでいたが1968年からはフリーの脚本家としてテレビ･映画で活躍。
1980年からは舞台制作にも携わっており、1990年からは｢演劇企画K｣を主宰していた。

## 主な作品

### テレビドラマ
- 弥次喜多隠密道中 (1971～1972)
- 木枯し紋次郎（第1期） (1972)

第1話「川留めの水は濁った」／第4話「女人講の闇を裂く」／第12話「木枯しの音に消えた」第13話「見かえり峠の落日」
- 木枯し紋次郎（第2期） (1972～1973)

第7話「海鳴りに運命を聞いた」／第10話「飛んで火に入る相州路」／第12話「九頭竜に折鶴は散った」／第17話「雪に花散る奥州路」4作総て服部佳子名義
- 狼・無頼控 (1973)
- 破れ傘刀舟　悪人狩り (1974～1977)
- はじめまして (テレビドラマ)（1975）
- 隠し目付参上 (1976)
  - 「証明」 (1977) 
  - 「突風」 (1977) 
  - 「二階」 (1977)
- 古谷一行の金田一耕助シリーズ／犬神家の一族 (1977)
- 新・木枯し紋次郎 (1977～1978)

第4話「四つの峠に日が沈む」
- 東芝日曜劇場
  - 「松本清張おんなシリーズ5・記憶」（1978）
  - 「松本清張おんなシリーズ4・足袋」（1978）
  - 「松本清張おんなシリーズ3・心の影」（1978）
  - 「松本清張おんなシリーズ2・馬を売る女」（1978）
  - 「松本清張おんなシリーズ1・張込み」（1978）
- 熱愛一家・LOVE (1979)
- 半七捕物帳 (1979)
- 東芝日曜劇場
  - 「松本清張おんなシリーズ7・指」（1979）
  - 「松本清張おんなシリーズ6・熱い空気」（1979）
- 熱い秋（1980～1981）
- 松本清張の黒革の手帖（1982）
- 木曜ゴールデンドラマ／松本清張の喪失 （1983）

### 映画
- あゝ野麦峠 (1979)
- 霧の旗 (1977)
- めくらのお市　みだれ笠 (1969)
- 荒い海 (1969)
- ジェットF104脱出せよ (1968)
- 女めくら　花と牙 (1968)
- 忍びの者　伊賀屋敷 (1965)
- 刺青一代 (1965)

### 舞台
- 帝劇「唐人お吉」（1983）
- 明治座　春の演劇祭　「花嫁」（1989）